# 루체른
루체른(독일어: Luzern, 프랑스어: Lucerne 뤼세른[*])은 스위스 중부 루체른주에 있는 도시로, 루체른 주의 주도이다.

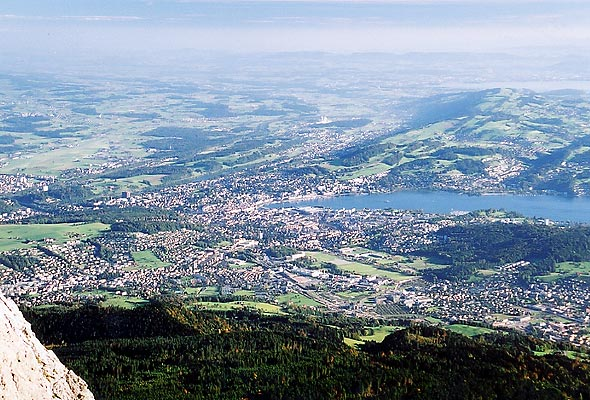
루체른

루체른호의 서안에 붙어 있으며, 로이스강이 시내를 흐른다. 8세기에 수도원과 대성당이 건립되었고, 알프스산맥을 넘는 교통로의 요지로 발달하였다. 스위스 가입 후 가톨릭 중심지였으며, 1873년까지 교황대사가 이 도시에 주재하였다. 알프스산맥의 유명한 필라투스 산기슭에 위치하여, 알프스산맥과 루체른호의 경치를 감상할 수 있는 유명한 관광지이다. 성당과 박물관을 비롯한 옛 건물도 많이 남아 있다.

## 역사
루체른의 창건에 대해서는 공식적인 기록은 없지만, 로마 시대, 또는 그 이전에는 작은 마을이 있었다고 생각되고 있다. 8세기에 산 레오데가 수도원이 세워지며, 840년에 루치아리아(Luciaria)라는 이름이 기록되어 있다. 그 후, 로이스 다리 주변에서 시(이치)가 두드러지게 되었지만, 현재의 역사가는 행정권이 수도원에서 시민의 손에 넘어갔던 1178년이 루체른이 탄생한 해라고 보고 있다.
13세기에 고트하르트 고개를 넘는 길이 개통함에 따라 루체른은 중요한 교역지가 되었다. 당시 알자스의 무르바흐 수도원이 산 레오데가 수도원을 소유하고 있었다. 1291년, 합스부르크 가문의 루돌프가 여러 권리를 매입했기 때문에 루체른의 자치가 압박받는 처지가 되었다.
그래서 루체른은 근접한 우리, 슈비츠, 운터발덴의 세 곳에 접근해 1332년 동맹을 성립시켰다. 지난 1332년이라는 해는 도시 주민과 농촌 주민이 손을 잡았다는 점에서 스위스 역사에서도 큰 의미를 지닌다.
루체른 주변 지역의 지배력 강화를 시도한 합스부르크 가문에 대해 루체른과 원래의 터줏대감이었던 세 지역은 1386년 젬파흐 전투에서 합스부르크 가문의 군대를 무너뜨렸다. 이후 합스부르크 가문은 스위스 내의 영지를 차례로 잃었고, 루체른은 스위스 건국의 역사에 큰 역할을 한 마을로서 그 이름을 새기게 된다. 1408년에 완성된 무제크 시벽은 스위스에서 가장 크고 보존 상태가 좋은 시벽이다.
2007년 6월 17일, 인접 자치체인 리트타우에서 주민 투표가 행해져, 2010년 1월 1일에 루체른에 흡수합병안의 효력이 발생하였다.루체른은 이 흡수합병으로 인구 약 79,000명(당시)이 되어 스위스에서 7번째 도시가 되었다.
2021년 동계 유니버시아드의 개최지가 되었다.

## 지리
루체른은 루체른 호수에서 남동쪽에서 북서쪽으로 흐르는 로이스강으로 흘러드는 곳에 위치해 있다. 도시는 강의 제방과 호수의 가장 낮은 수위를 모두 차지하고 있으며, 도심은 강 하류에 바로 뻗어 있다. 도시의 교외는 북동쪽과 남서쪽으로 언덕을 오르며 강과 호수 둑을 따라 뻗어 있고 최근에 추가된 리타우는 북서쪽에 있다.
이 인접 도시 지역 외에도 8km 떨어진 루체른 호수의 남쪽 해안에는 뷔르겐슈토크(Bürgenstock)의 북쪽 경사면을 포함하는 보호구역이 있다. 시의 이 구역은 호수와 니트발덴주의 땅으로 완전히 둘러싸여 있다. 주요 정착지는 없지만 뷔르겐슈톡 정상은 시의 가장 높은 지점이다.
면적은 29.1km2이다. 이 지역 중 28.0%가 농업 목적으로 사용되고 있고, 22.3%가 산림이다. 나머지 토지 중 47.6%는 거주민(건물 또는 도로)이고, 나머지 2.1%는 불모지(연안, 빙하 또는 산)이다.

## 기후
루체른은 1961년부터 1990년까지 연평균 138.1일의 비가 내렸고 평균 강수량은 1,171mm였다. 가장 비가 많이 온 달은 6월로 루체른의 평균 강수량은 153mm였다. 이 달 동안 평균 14.2일 동안 비가 내렸다. 1년 중 가장 건조한 달은 2월로 10.2일 동안 평균 61mm의 강수량을 보였다. 이 지역의 기후는 높고 낮으며 연중 적절한 강수량을 보인다. 쾨펜의 기후 구분으로는 "Cfb"(서안 해양성 기후)이다.
| 루체른 (1991년~2020년)의 기후 | 루체른 (1991년~2020년)의 기후 | 루체른 (1991년~2020년)의 기후 | 루체른 (1991년~2020년)의 기후 | 루체른 (1991년~2020년)의 기후 | 루체른 (1991년~2020년)의 기후 | 루체른 (1991년~2020년)의 기후 | 루체른 (1991년~2020년)의 기후 | 루체른 (1991년~2020년)의 기후 | 루체른 (1991년~2020년)의 기후 | 루체른 (1991년~2020년)의 기후 | 루체른 (1991년~2020년)의 기후 | 루체른 (1991년~2020년)의 기후 | 루체른 (1991년~2020년)의 기후 |
| 월                            | 1월                           | 2월                           | 3월                           | 4월                           | 5월                           | 6월                           | 7월                           | 8월                           | 9월                           | 10월                          | 11월                          | 12월                          | 연간                          |
| ----------------------------- | ----------------------------- | ----------------------------- | ----------------------------- | ----------------------------- | ----------------------------- | ----------------------------- | ----------------------------- | ----------------------------- | ----------------------------- | ----------------------------- | ----------------------------- | ----------------------------- | ----------------------------- |
| 일평균 최고 기온 °C (°F)      | 4.0 (39.2)                    | 5.8 (42.4)                    | 10.9 (51.6)                   | 15.3 (59.5)                   | 19.4 (66.9)                   | 22.9 (73.2)                   | 24.9 (76.8)                   | 24.3 (75.7)                   | 19.6 (67.3)                   | 14.3 (57.7)                   | 8.2 (46.8)                    | 4.5 (40.1)                    | 14.5 (58.1)                   |
| 일일 평균 기온 °C (°F)        | 1.1 (34.0)                    | 1.9 (35.4)                    | 6.0 (42.8)                    | 9.9 (49.8)                    | 14.1 (57.4)                   | 17.6 (63.7)                   | 19.5 (67.1)                   | 18.9 (66.0)                   | 14.8 (58.6)                   | 10.3 (50.5)                   | 5.1 (41.2)                    | 1.9 (35.4)                    | 10.1 (50.2)                   |
| 일평균 최저 기온 °C (°F)      | −1.6 (29.1)                   | −1.7 (28.9)                   | 1.5 (34.7)                    | 4.8 (40.6)                    | 9.1 (48.4)                    | 12.8 (55.0)                   | 14.6 (58.3)                   | 14.4 (57.9)                   | 10.8 (51.4)                   | 6.9 (44.4)                    | 2.2 (36.0)                    | −0.8 (30.6)                   | 6.1 (43.0)                    |
| 평균 강수량 mm (인치)         | 56 (2.2)                      | 61 (2.4)                      | 75 (3.0)                      | 96 (3.8)                      | 149 (5.9)                     | 164 (6.5)                     | 166 (6.5)                     | 170 (6.7)                     | 109 (4.3)                     | 88 (3.5)                      | 78 (3.1)                      | 78 (3.1)                      | 1,291 (50.8)                  |
| 평균 강설량 cm (인치)         | 11 (4.3)                      | 14 (5.5)                      | 4 (1.6)                       | 1 (0.4)                       | 0 (0)                         | 0 (0)                         | 0 (0)                         | 0 (0)                         | 0 (0)                         | 0 (0)                         | 3 (1.2)                       | 13 (5.1)                      | 46 (18)                       |
| 평균 강수일수 (≥ 1.0 mm)      | 9.7                           | 8.7                           | 11.0                          | 11.2                          | 13.1                          | 13.5                          | 12.7                          | 12.7                          | 10.2                          | 10.0                          | 9.5                           | 10.5                          | 132.8                         |
| 평균 강설일수 (≥ 1.0 cm)      | 2.8                           | 3.0                           | 1.1                           | 0.5                           | 0.0                           | 0.0                           | 0.0                           | 0.0                           | 0.0                           | 0.0                           | 0.8                           | 2.7                           | 10.9                          |
| 평균 상대 습도 (%)            | 83                            | 78                            | 72                            | 68                            | 71                            | 72                            | 71                            | 75                            | 80                            | 84                            | 85                            | 85                            | 77                            |
| 평균 월간 일조시간            | 51                            | 80                            | 133                           | 162                           | 173                           | 187                           | 209                           | 198                           | 149                           | 99                            | 53                            | 39                            | 1,530                         |
| 가능 일조율                   | 23                            | 32                            | 39                            | 43                            | 40                            | 42                            | 47                            | 49                            | 42                            | 33                            | 23                            | 19                            | 38                            |
| 출처: 스위스 연방 기상청      |                               |                               |                               |                               |                               |                               |                               |                               |                               |                               |                               |                               |                               |

## 인구
2020년 12월 31일을 기준으로 루체른의 인구는 82,620명이다. 2013년 기준, 인구의 25.0%인 19,264명이 외국인이며, 이 중 19.9%, 아시아계 2.8%, 아프리카계 1.2%, 미국 1.0%이다. 지난 10년간 인구는 1.2% 증가했다.
인구의 대부분이 독일어(87%), 이탈리아어, 세르비아-크로아티아어, 영어(5%), 프랑스어, 알바니아어(3%), 포르투갈어, 스페인어가 각각 2%를 차지한다.
루체른의 연령 분포는 2013년 기준이며, 인구의 15.7%인 12,916명이 0-19세, 26,381명이 20-39세, 25,863명이 40-64세이다. 노인 인구 분포는 10,530명(13.1%)이 65-79세, 4,208명(5.2%)이 80-89세, 900명(1.1%)이 90세 이상이다.

루체른에서는 인구의 73.6%(25~64세)가 의무적이지 않은 상위 중등교육 또는 추가적인 고등교육(대학교 또는 응용학문대학)을 이수했다.
2000년 현재 30,586가구가 있으며, 이 중 15,452가구(약 50.5%)가 1인 가구이다. 853명(약 2.8%)이 최소 5명의 구성원으로 구성된 대가족이다. 2000년 현재 자치체에는 5,707개의 주거용 건물이 있으며, 이 중 4,050개는 주거용으로만 지어졌고, 1,657개는 복합용도 건물이었다. 관내에는 1인가구 1,152가구, 2인가구 348가구, 다가구 2,550가구가 있었다. 대부분의 가정은 2층(787층) 또는 3층(1468층) 구조였다. 단층 건물은 74채, 4층 이상 건물은 1,721채에 불과했다.
역사적 인구는 다음의 차트와 같다:

### 종교
이 도시는 서기 840년에 세워진 성 레오데가 수도원(Sankt Leodegar Abbey) 주변에서 성장했으며, 21세기까지 로마 가톨릭 신자로 남아있었다. 1850년경, 인구의 96.9%가 가톨릭 신자였고, 1900년에는 81.9%, 1950년에는 72.3%였다. 루체른의 종교인은 2000년 인구 조사에서 로마 가톨릭 35,682명((60%)), 개신교 9,227명(15.5%), 기타 기독교 교파 1,979명 (3.33%), 무슬림 1,824명(3.07%), 196명(0.33%)이 유대교였다. 나머지 1,073명(1.8%)이 다른 종교였고, 6,310명 (10.61%)은 조직화된 종교에 속하지 않는다고 응답했으며, 3,205명 (5.39%)은 그 질문에 답하지 않았다.

## 교통

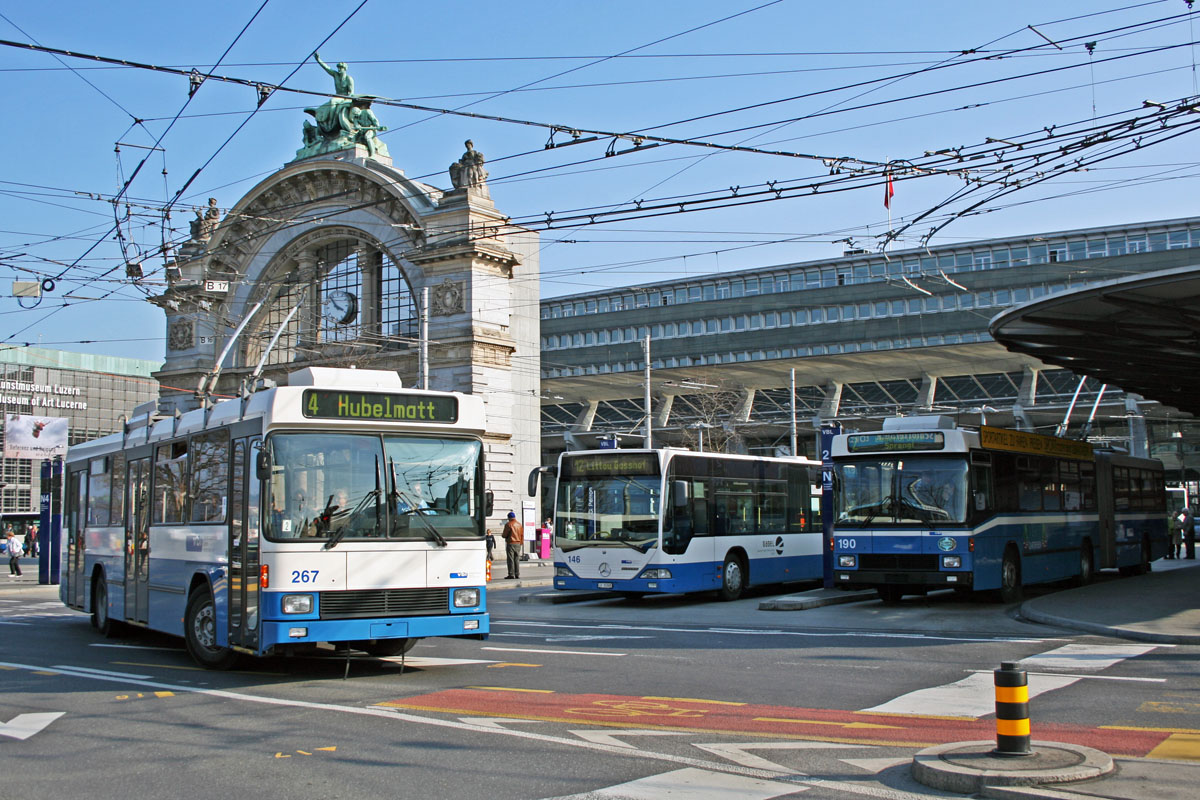
루체른 반호프 Luzern Bahnhof 버스역, 철도역 앞

루체른은 발전되고 잘 운영되는 교통망을 자랑하며, 주요 운영사인 루체른 교통공사(VBL)는 루체른의 트롤리버스와 시내 및 인근 자치단체로 가는 모터 버스망을 운영하고 있다. 포스트아우토 슈비츠, 오토 AG 로텐부르크와 같은 다른 사업자들은 다른 마을과 마을에 버스 운행편을 제공한다.
루체른역은 스위스의 주요 역 중 하나이며, 스위스 연방 철도(SBB CFF FFS), 쥐토스트반(SOB), BLS AG, 첸트랄반이 운영하는 철도를 통해 스위스의 나머지 지역과 잘 연결되어 있다. 루체른과 취리히 사이에는 하루 40대의 열차가 운행되며, 평균 이동 시간은 48분이다. 이곳에서 취리히 공항까지는 1시간 만에 도착할 수 있다. 역 근처에는 루체른 반호프콰이가 있으며, 루체른 호수의 여러 목적지로 운항하는 루체른 수운사들의 배편이 있다.
도시 경계 내에 루체른 알멘트/메세역이 위치해 있으며, 루체른 알멘트/메세역은 도시 남쪽에 있는 스위스포어아레나와 가깝고, 리트타우의 옛 지방 자치체 리타우역과 스위스 교통박물관과 인접한 루체른 교통박물관역이 있다.
루체른의 환승 시스템은 루체른, 옵발덴, 니트발덴의 모든 종류의 대중교통을 아우르는 파스파르트아웃(passepartout)이라고 불리는 일관성 있고 통합된 요금망 시스템에 완전히 통합되어 있다.

## 관광
이 도시는 호수에서 로이스강으로 물이 빠지기 때문에, 많은 다리가 있다. 1333년에 이곳에 지어진 204m 길이의 목조 교각인 카펠교는 1993년 8월 18일, 담배 꽁초로 인해 화재가 발생한 후 대부분이 교체되었다. 다리를 가로지르는 부분에는 13세기의 요새인 팔각형의 급수탑(Wasserturm)이 있다. 다리 내부에는 루체른의 역사 속 사건들을 묘사한 17세기의 그림들이 있다.

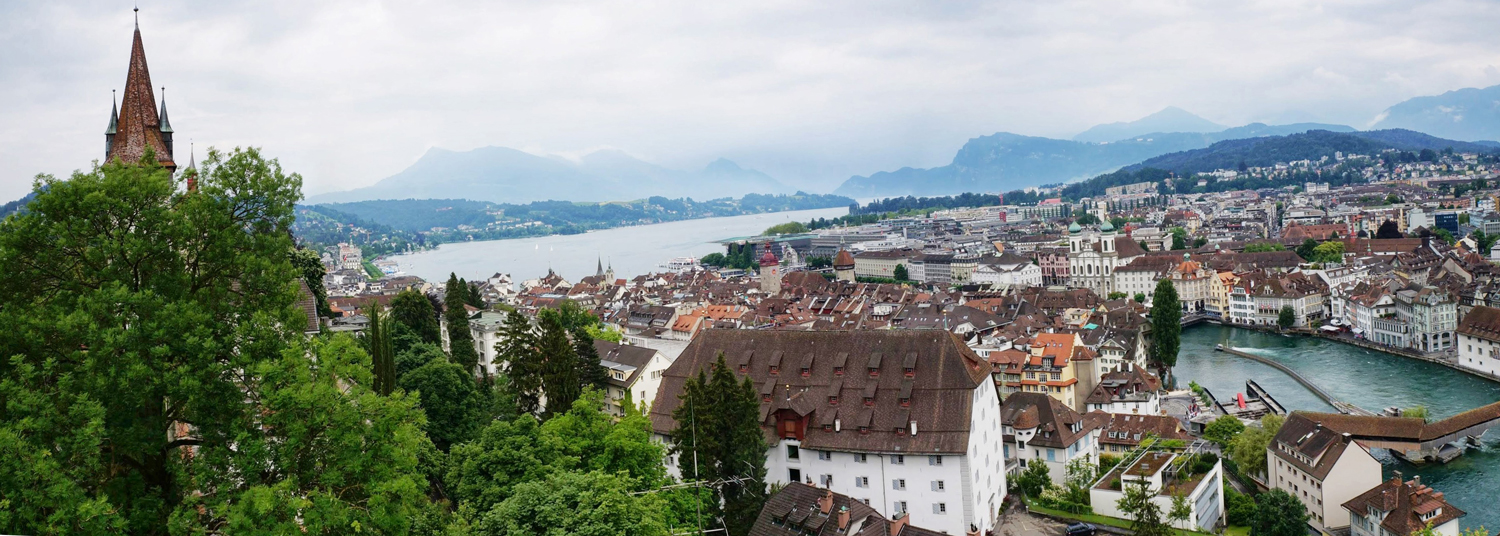
타워에서 바라본 루체른 도시, 호수, 산 풍경

하류에는 카제른플라츠와 뮐렌플라츠  사이에 슈프로이어 다리(Spreuerbrücke 또는 Mühlenbrücke, 방아다리)가 지그재그로 로이스강을 가로지른다. 1408년에 만들어진 이 작품은 카스파르 메글링거의 17세기 역병을 그린 ‘죽음의 무도’(Totentanzyklus)가 그려져 있다. 다리 중간에 작은 예배당이 있는데 1568년에 증축되었다.
루체른 옛 시가지는 주로 로이스강 북쪽에 위치해 있으며, 여전히 정면에 페인트가 칠해진 훌륭한 반목 구조물이 몇 개 있다. 루체른 위 언덕에는 8개의 높은 감시탑이 세워져 있다. 로이스 강둑의 언덕 아래에 또 다른 게이트 타워가 있다.
시의 수호성인 성 레오데가의 이름을 딴 성 레오데가 교회(Church of St. Leodegar)의 쌍둥이 바늘탑은 호수 바로 위 작은 언덕에 자리를 잡았다. 원래 735년에 지어졌지만, 현재의 건축물은 1633년에 르네상스 양식으로 세워졌다. 하지만, 그 탑들은 이전 구조물의 잔재이다. 내부는 화려하게 장식되어 있다. 이 교회는 독일어로는 호프키르체(Hofkirche)라고 불리며, 현지에서는 스위스-독일어로는 호프킬레(Hofchile)라고 알려져 있다.

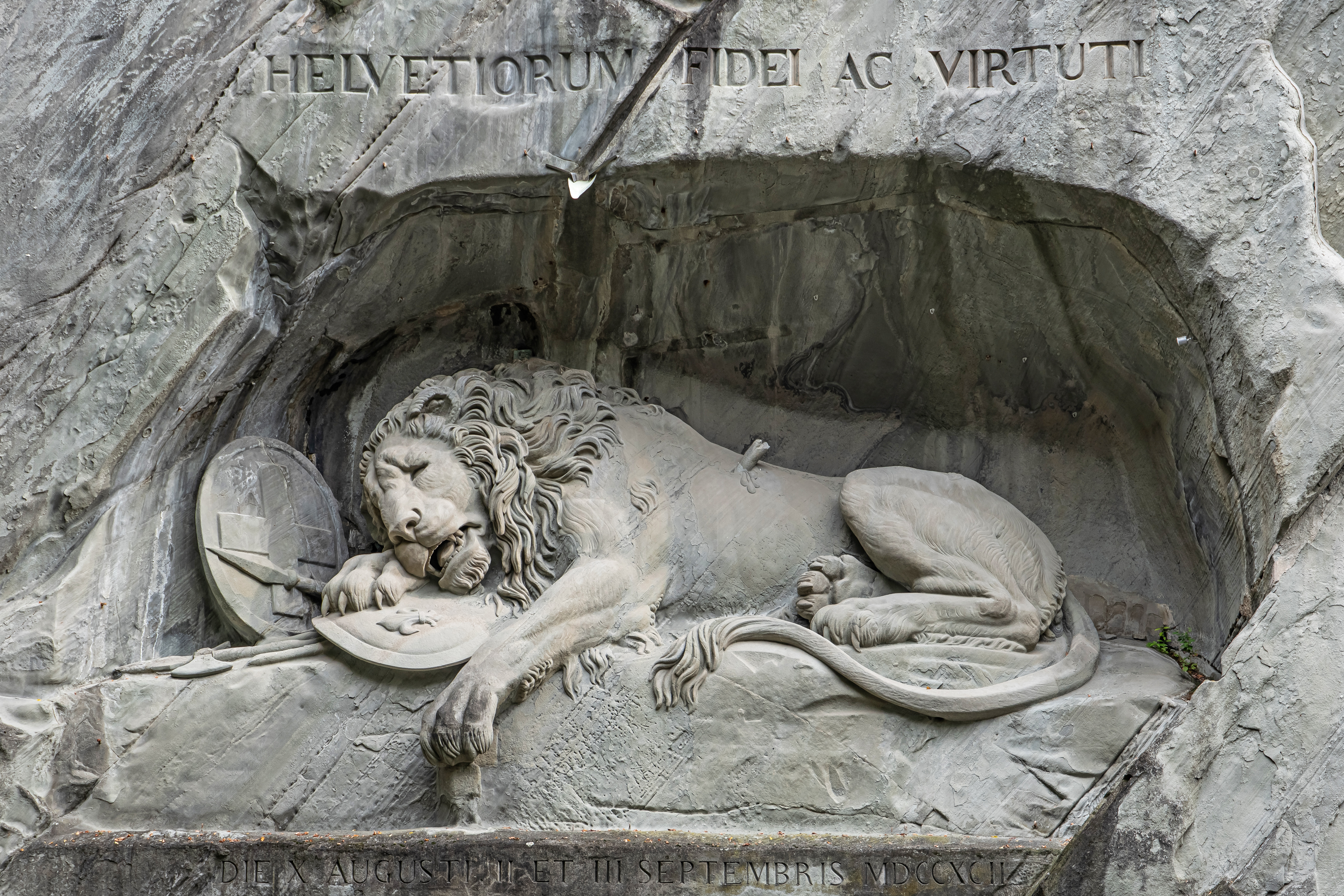
빈사의 사자상

베르텔 토르발센의 ‘빈사의 사자상’(Löwendenkmal)은 뢰벤플라츠(Löwenplatz) 근처의 작은 공원에서 발견된다. 이 조각상은 1792년 프랑스 혁명 당시 무장한 군중이 파리의 튈르리 궁전을 습격했을 때 학살된 수백 명의 스위스 근위병들을 기리는 것이다.
스위스 교통박물관은 기관차, 자동차, 선박, 항공기를 포함한 모든 형태의 교통수단을 전시하는 크고 포괄적인 박물관이다. 이것은 시의 북동부 지역의 호수 옆에서 찾을 수 있다.
도시 중심에 있는 호수 옆에 있는 문화 컨벤션 센터(KL)는 장 누벨이 설계했다. 이 센터에는 러셀 존슨의 음향 기술이 들어 있는 세계 최고의 콘서트 홀이 있다.
리하르트 바그너 박물관은 루체른 호숫가의 트립셴에서 찾을 수 있고, 작곡가 리하르트 바그너에게 헌정되었다. 바그너는 1866년부터 1872년까지 루체른에 살았고, 그가 살았던 빌라에는 현재 그를 기리는 박물관이 있다.

## 스포츠

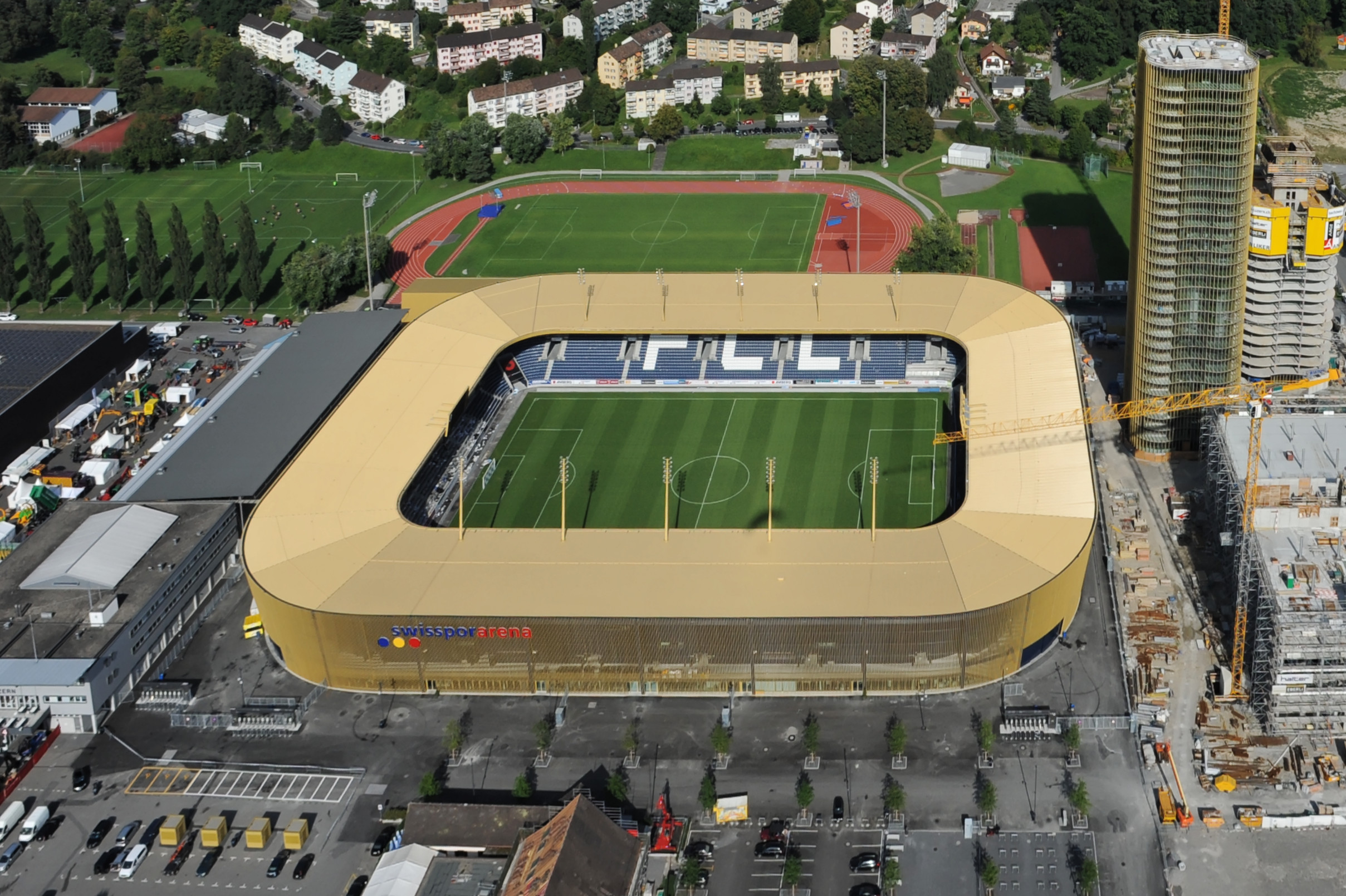
스위스 슈퍼리그 FC 루체른는 스위스포어아레나를 홈으로 사용한다.

도시 전역에 여러 축구 클럽이 있다. 가장 성공한 것은 스위스 프리미어리그(스위스 슈퍼리그)에 소속된 FC 루체른이다. 클럽은 16,800명을 수용할 수 있는 새로운 스위스포어아레나에서 홈 경기를 한다.
도시의 주요 하키팀은 스위스 하키의 4부 리그인 스위스 2부 리그에서 뛰는 HC 루체른이다. 그들은 5,000석 규모의 스위스 라이프 아레나에서 홈 경기를 한다.
과거에 루체른은 남자 핸드볼과 여자 배구 및 소프트볼에서도 국가적 성공을 거두었다.
승마 스포츠의 오랜 전통을 가지고 있는 루체른은 2006년에 장크트갈렌으로 완전히 떠날 때까지 국제 승마쇼 점프 이벤트인 CSIO 스위스를 공동 주최했다. 그 이후로 루체른 승마 마스터스가 이를 대체했다. 매년 8월에 열리는 경마 행사도 있다.
루체른은 매년 로트제호에서 조정 월드컵의 마지막 경기를 개최한다. 1962년 제1회 세계 선수권 대회 와 1974년, 1982년, 2001년 대회를 포함하여 수많은 세계 조정 선수권 대회가 루체른에서 개최되었다.
루체른은 요한 블레이크와 밸러리 애덤스와 같은 세계적 수준의 운동선수를 끌어들이는 슈피첸 육상 루체른 육상 대회를 매년 개최한다.
이 도시는 또한 아이스하키, 피겨스케이팅, 골프, 수영, 농구, 럭비, 스케이트보드, 등산 등을 위한 시설을 제공한다.
루체른은 FIVB 비치발리볼 월드투어 이벤트인 루체른 오픈 2015와 2016년 FIVB 비치발리볼 U21 월드 챔피언십을 개최했다.